# Повратак вештице из Блера
Повратак вештице из Блера (енгл. Blair Witch) је америчко-канадски хорор филм из 2016. године, рађен техником пронађеног снимка, редитеља Адама Вингарда, са Џејмсом Аленом Макјуном, Кали Хернандез, Брендоном Скотом и Корбин Рид у главним улогама. Представља директан наставак филма Пројекат вештице из Блера (1999) и у потпуности игнорише други део, Вештица из Блера 2: Књига сенки (2000). Радња прати брата Хедер Донахју, који са групом својих пријатеља покушава да открије шта се у шумама Буркитсвила десило са његовом сестром пре 20 година.
Развој филма почео је у септембру 2009, а редитељи оригинала, Данијел Мајрик и Едуардо Санчез, били су најављени као продуценти трећег дела. Било је планирано да се филм надовеже директно на крај првог дела и да задржи глумце из оригинала. Међутим, ушао је у „продукцијски лимбо” и крајњи сценарио је одбачен. Током 2013. поново је најављено снимање трећег дела са Вингардом на месту редитеља и Баретом на месту сценаристе.
Филм је премијерно приказан на Сан Дијего Комик Кону 22. јула 2016, а приказан је и на Филмском фестивалу у Торонту у септембру исте године. Добио је помешане и претежно негативне оцене, али критичари су га ипак представили као напредак у односу на Књигу сенки. Иако са зарадом од 45 милиона долара, наспрам деветоструко мањег буџета, представља комерцијални успех, зарадио је далеко мање од оригиналног филма из 1999. који је са буџетом од 60.000 $ зарадио 250.000.000 $ и тако се уписао у Гинисову књигу рекорда као најпрофитабилнији филм у историји.

## Радња
Џејмс Донахју 2014. године проналази снимак на Јутјубу који садржи слику жене за коју он верује да је његова сестра Хедер, која је нестала 1994. у шумама Буркитсвила док је истраживала легенду о „Вештици из Блера”. Он одлучује да отпутује у исте шуме, како би сазнао истину. На путу га прате троје пријатеља Лиса, Питер и Ешли, као и двоје становника Буркитсвила, Талија и Лејн, који тврде да су пронашли Хедерин снимак...

## Улоге
| Глумац            | Улога          |
| ----------------- | -------------- |
| Џејмс Ален Макјун | Џејмс Донахју  |
| Кали Хернандез    | Лиса Арлингтон |
| Брендон Скот      | Питер Џоунс    |
| Корбин Рид        | Ешли Бенет     |
| Валори Кари       | Талија         |
| Вес Робинсон      | Лејн           |